# 1080p
1080p (1920×1080 cấp tiến hiển thị pixels; cũng được biết đến như là; viết tắt Full HD hay FHD, và BT.709) là cụm từ viết tắt đề cặp đến sự kết hợp của khung phân giải và loại máy quét trong lĩnh vực Truyền hình độ nét cao và Video độ nét cao. Cụm từ này ám chỉ tỉ lệ khung hình rộng 16:9, độ phân giải là 1920 pixels × 1080 dòng (2.1 megapixels), và độ phân giải 50 hoặc 60 trường đan xen mỗi giây.  Định dạng này được sử dụng trong chuẩn SMPTE 292M.
Ban đầu ý tưởng chọn lựa 1080 dòng này đến Charles Poynton, người thúc đẩy "square pixels" đầu thập niên  1990 được sử dụng trong định dạng Video HD.

## 1080p24
1080p24 có tốc độ khung hình 24 khung hình mỗi giây và do đó sử dụng cùng băng thông và mang cùng một lượng dữ liệu pixel như 480i; như vậy, 1080p24 được coi là định nghĩa cao.

## 1080p25
1080p25 có tốc độ khung hình 25 khung hình mỗi giây và do đó sử dụng cùng băng thông và mang cùng một lượng dữ liệu pixel như 576i; như vậy, 1080p25 được coi là định nghĩa cao.

## 1080p30
1080p30 có tốc độ khung hình 30 khung hình mỗi giây và do đó sử dụng cùng băng thông và mang cùng một lượng dữ liệu pixel như 480i; như vậy, 1080p30 được coi là định nghĩa cao.

## 1080p50
Với độ phân giải thời gian tăng gấp đôi, 1080p50 được coi là truyền hình độ nét cao

## 1080p60
Với độ phân giải thời gian tăng gấp đôi, 1080p60 được coi là truyền hình độ nét cao